# 不知火 (東雲型駆逐艦)
不知火（しらぬい / しらぬひ）は、大日本帝国海軍の駆逐艦で、東雲型駆逐艦の4番艦である。同名艦に陽炎型駆逐艦の「不知火」があるため、こちらは「不知火 (初代)」や「不知火I」などと表記される。

## 艦歴
1899年5月13日、イギリス・ソーニクロフト社で竣工し、水雷艇（駆逐艇）に類別。同年11月10日、横須賀に到着。1900年6月22日、軍艦に編入され、駆逐艦に類別。
1904年、日露戦争が勃発した際には第2艦隊第5駆逐隊に所属していた。旅順口攻撃、黄海海戦、日本海海戦、樺太の戦いなどに参加した。日本海海戦では、隊列から落後した戦艦「クニャージ・スヴォーロフ」に対して魚雷攻撃を行っている。
1905年12月12日駆逐艦に種別変更。
1912年8月28日三等駆逐艦。
1922年4月1日、特務艇（二等掃海艇）に編入。1923年6月30日、二等掃海特務艇に類別変更。同年8月1日、雑役船（運貨船）に編入され、公称第2625号に改称。1925年2月25日、廃船認許。
錨が東京都墨田区両国4丁目の区立両国小学校に設置されている。

## 艦長
※『日本海軍史』第9巻・第10巻の「将官履歴」及び『官報』に基づく。
回航委員長
- 矢島純吉 少佐：1898年6月28日 - 1898年10月19日
- 笠間直 少佐：1898年10月19日 -

艦長
- 村松亥四松 大尉：1900年6月22日 - 1900年7月28日
- 隅元通純 大尉：1900年7月28日 - 1900年9月25日
- 小林恵吉郎 少佐：1900年9月25日 - 1903年6月22日
- 小黒秀夫 少佐：1903年6月22日 - 1903年9月26日
- 西尾雄治郎 少佐：1903年9月26日 - 1904年3月10日
- 渡辺仁太郎 大尉：1904年3月10日[8] -
- 桑島省三 大尉：1904年9月11日 - 1905年12月12日

駆逐艦長
- 桑島省三 少佐：1905年12月12日 - 1906年1月25日
- （兼）田代巳代次 少佐：1906年1月25日 - 1906年3月20日
- （兼）堀江鶴彦 大尉：1906年3月20日 - 1906年4月23日
- 猪山綱太郎 少佐：1906年4月23日 - 1907年4月27日
- 横地錠二 大尉：1907年4月27日 - 1907年9月28日
- （兼）斎藤温海 大尉：1907年9月28日 - 1907年10月10日
- （兼）野田為良 大尉：1907年10月10日 - 1908年1月15日
- 阿部真一郎 大尉：1908年1月15日 - 1908年1月16日
- （兼）野田為良 大尉：1908年1月16日 - 1908年2月1日
- 副島村八 大尉：1908年2月1日 - 1909年5月25日
- 和田健吉 大尉：1909年5月25日 - 1910年1月15日
- 阿部恒雄 大尉：1910年1月15日 - 1911年5月23日
- 米原末男 大尉：1911年5月23日 - 1912年2月1日
- 中山鞆信 大尉：1912年2月1日 - 1912年11月13日
- 小川正冬 大尉：1912年11月13日 - 1913年5月24日
- 加島次太郎 大尉：1913年5月24日 - 不詳
- 丸山半三郎 少佐：不詳 - 1916年6月8日
- 森田弥五郎 大尉：1916年6月8日 - 1917年4月1日
- 松川晃 大尉：1917年4月1日 - 1917年12月1日[9]
- 奥野晃 大尉：1917年12月1日[9] - 1918年12月1日[10]
- 戸須賀千之 大尉：1918年12月1日[10] - 1920年7月1日[11]
- 早川定三 大尉：1920年7月1日[11] - 1921年11月10日[12]
- （兼）須賀彦次郎 大尉：1921年11月10日 - 1922年2月1日
- （兼）大島信哉 大尉：1922年2月1日[13] -